# Jody Williams

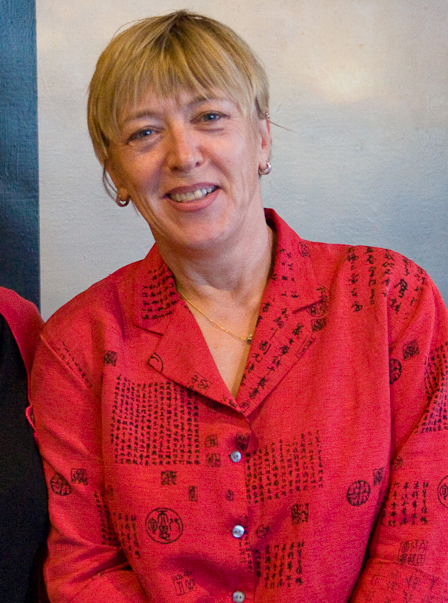
Jody Williams (2010)

Jody Williams (* 9. Oktober 1950 in Brattleboro, Vermont) ist eine US-amerikanische Lehrerin und Menschenrechts-Aktivistin. Für ihren Einsatz erhielt sie 1997 gemeinsam mit der Internationalen Kampagne für das Verbot von Landminen, deren Sprecherin sie ist, den Friedensnobelpreis.

## Leben und Werk
Williams studierte  Englisch und Spanisch, das sie mit einem MA abschloss. Danach machte sie 1984 ihren Masterabschluss im Fach Internationale Beziehungen an der Johns Hopkins School of Advanced International Studies in Washington und lehrte anschließend Englisch in Mexiko, London und Washington.
Ihre humanitäre Arbeit begann sie 1984 bis 1986 als Koordinatorin des „Nicaragua-Honduras Lehrprogramms“, in dem amerikanische Entscheidungsträger der Politik und Wirtschaft über die Folgen des Bürgerkrieges in Mittelamerika informiert wurden. Danach wurde sie Vizedirektorin der „Medizinischen Hilfe für El Salvador“. Diesen Posten behielt sie bis 1992, als sie die Koordinatorin der Internationalen Kampagne für das Verbot von Landminen (International Campaign to Ban Landmines, ICBL) wurde. Bereits 1991 entwickelte sie ein Konzept für diese Organisation im Rahmen der Vietnam Veterans of America Foundation, der sie 1991 beitrat.
Ihren größten Erfolg landete Jody Williams, als sie im September 1997 im Vertrag von Ottawa erreichen konnte, dass die Landminen verboten werden sollten (einige Länder, darunter die USA haben den Vertrag nicht unterzeichnet). Sie überzeugte die Politiker und verschiedene Organisationen davon, dass es auch wirtschaftlich notwendig ist, Landminen zu verbieten, um die Kosten für die medizinische Versorgung von Opfern langfristig nicht mehr tragen zu müssen und so Millionen von US-Dollar einzusparen. Der kanadische Außenminister Lloyd Axworthy schlug vor, diesen Vertrag aufzusetzen, den alle Nationen unterschreiben sollten. Am 3. Dezember 1997 wurde das Verbot der Landminen dann durch einen Vertragsabschluss in Ottawa durch 122 Nationen bestätigt.

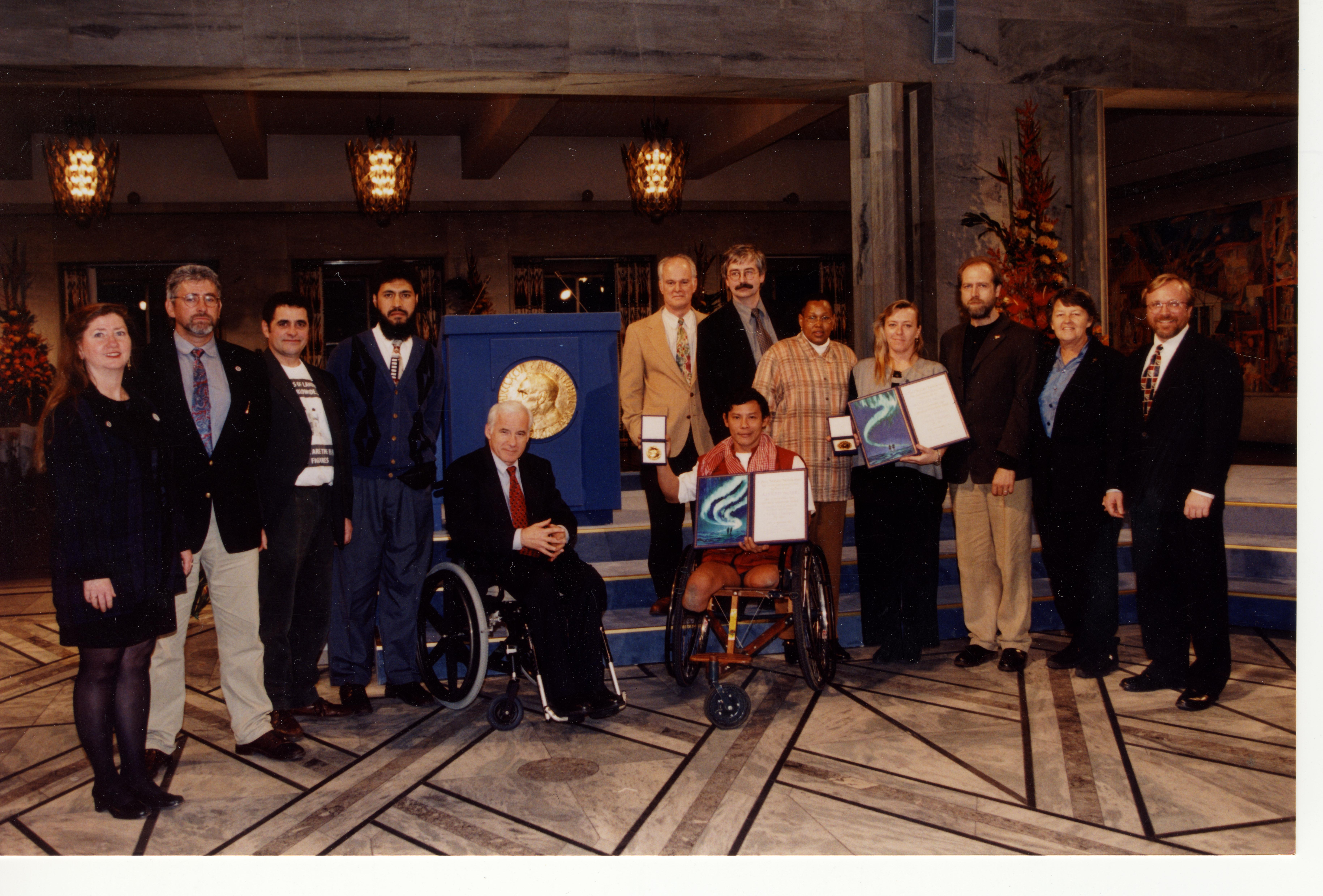
Friedensnobelpreisverleihung 1997 an die Internationale Kampagne für das Verbot von Landminen

Für den Vertrag von Ottawa wurden die Organisation sowie ihre Sprecherin mit dem Friedensnobelpreis 1997 ausgezeichnet. Bereits in diesem Jahr umfasste die Internationale Kampagne für das Verbot von Landminen als Dachverband bereits 1.000 Organisationen und Aktionsgruppen aus über 60 Nationen. Jody Williams führt ihre Arbeit weiter und ist aktuell zum Beispiel als Mithelferin der Landminenkarte der Organisation tätig. Das Forbes Magazin nahm sie 2004 in seine Liste der 100 mächtigsten Frauen der Welt auf.
Seit 2007 ist sie Leiterin einer Mission der Vereinten Nationen, um Menschenrechtsverstöße in Darfur zu untersuchen. Im gleichen Jahr nahm sie eine Professur für Frieden und soziale Gerechtigkeit an der University of Houston an.

## Publikationen
- mit Shawn Roberts: After the Guns Fall Silent: The Enduring Legacy of Landmines. Vietnam Veterans of America Foundation, Washington D.C. 1995
- als Herausgeberin: Banning landmines. Disarmament, citizen diplomacy, and human security. Rowman & Littlefield, Lanham, Md. 2008
- My Name Is Jody Williams. A Vermont Girl’s Winding Path to the Nobel Peace Prize. University of California Press, Berkeley 2013